# Fausto Mata
Fausto Mata (né Fausto Genaro Mata Ortiz, le 13 octobre 1968 à Saint Domingue, République dominicaine), est un acteur dominicain. Il s'est fait connaître par ses gesticulations quand il joue la comédie, sa capacité d'improvisation.

## Biographie
Fausto Mata est né à La Zurza, le 13 octobre 1968 à Saint Domingue, République dominicaine. Il est l'aîné de deux frères. Il est le fils de Edita Altagracia Ortiz et de Germán Antonio Mata, un marchand de légumes.
Provenant d'une famille aux faibles ressources, Fausto fréquente le club Bohechio où il suit l'école primaire. Il passe ensuite au Collège Santo Cura de Ars (CESCAR) où il poursuit ses études secondaires. Plus tard, il décide d'étudier l'informatique à l'Université Nationale Pedro Henríquez Ureña mais, alors qu'il ne manque que six unités pour finir, il part s'inscrire au Bellas Artes pour poursuivre une carrière artistique.

Fausto Mata est marié à Celinet Pujols depuis 2006. Il a deux enfants : Karl Enrique et Sol Linet.

## Carrière
Fausto Mata a commencé sa carrière en 1996 en participant à des pièces de théâtre comiques dans de petits théâtres de Saint Domingue. Durant une de ses prestations, l'empresario dominicain Juan Ramón Gómez Díaz, président du groupe Telemicro, lui offre un emploi sur une des chaînes de télévision.
Il s'est fait connaître en participant à plusieurs émissions de sketches.

Depuis 2002 il présente sa propre émission télévisée Boca de Piano es un Show.

### Cinéma
Fausto Mata a participé aussi à des succès cinématographiques comme Perico Ripiao en 2003. Puis il poursuit sa carrière dans d'autres productions comiques comme Negocios son negocios et Los locos también piensan en 2004, Papá se volvió loco en 2005, Sanky Panky en 2007, I Love Bachata en 2011, Feo de día, lindo de noche en 2012, Profe por accidente et Sanky Panky 2 en 2013 et  Vamos de robo en 2014.
En 2014, il tourne dans Lotoman 003 aux côtés de  l'acteur argentin Julián Gil, Fernando Carrillo, Fefita La Grande, Sergio Carlo, La Materialista, René Castillo, entre autres.

## Filmographie
- 2003 : Perico Ripiao : El Jengibrero
- 2004 : Negocios son negocios : Periodista
- 2004 : Los locos también piensan : Ladrón #2
- 2005 : Papá se volvió loco : El Camarero
- 2007 : Sanky Panky : Genaro
- 2009 : Mega Diva : Luisito
- 2011 : I Love Bachata : Tommy
- 2012 : La Casa del KM5 : Locutor
- 2012 : Feo de día, lindo de noche : Lorenzo
- 2013 : Profe por accidente : Mon
- 2013 : Sanky Panky 2 : Genaro
- 2014 : Vamos de Robo : Michael
- 2014 : Lotoman 003 : Profesor B
- 2014 : Un Lío En Dólares : Eulogio
- 2015 : Los Paracaidistas : Jimmy
- 2015 : Todo Incluido
- 2015 : Detective Willy : Willy Echevarria

## Nominations et récompenses
- 2005 : Comédien de l'année aux Premios Casandra
- 2012 : Comédien de l'année aux Premios Casandra
- 2013 : Comédien de l'année et Émission d'Humour de l'année aux Premios Soberano
- 2014 : Comédien de l'année aux Premios Soberano